# A stAtion
A stAtion（エー・ステーション）は、エイベックス・エンタテインメント・エージェントユニット内に設立された、日本のシンガーソングライター・絢香のマネジメントを行う芸能事務所および絢香の楽曲を販売する自主レーベルである。以前は、日本の俳優、小説家、実業家、YouTuber・水嶋ヒロのマネジメントも行っていた。2020年にA1エージェント株式会社（エイワンエージェント）に商号変更している。

## 概要
俳優・小説家の水嶋ヒロ（齋藤智裕）が病気療養を理由に歌手活動を休業中の妻・絢香と共に設立した個人事務所で、もともとは絢香の楽曲の管理会社として2009年12月に作られた。結婚後、当時所属していた芸能事務所・研音をそろって退社した二人は、絢香の親族とエイベックスの協力を得て、両者のマネジメントを行う「株式会社A stAtion」を立ち上げた。
自主レーベルの運営もエイベックス関係者が実務を担っており、作品のリリース以外にCMタイアップの話をまとめたりもする。

## 沿革
2010年9月、当時の所属事務所・研音から独立した水嶋ヒロと絢香が、「株式会社A stAtion」を立ち上げる。
2011年10月、自主レーベル（インディーズ）「A stAtion」の設立と同時に絢香の活動再開を発表。同年12月18日、オフィシャルファンクラブ「Room Ayaka」を設立。
2012年2月1日、自主レーベル「A stAtion」から絢香初のセルフプロデュース作となるアルバム『The beginning』を発売。
2016年4月1日、水嶋ヒロが自らが代表を務める旧「A stAtion」は「3rd i connections」（サードアイコネクションズ）に商号変更し、従来通りエイベックス幹部が運営に携わり、絢香のマネジメントを行う新「A stAtion」が新たに設立。
2019年7月、絢香のマネージメント、レーベル事業を行うA stAtionはエイベックス・エンタテインメントエージェントユニット内に置かれる。
2020年3月、新「A stAtion」は「A1エージェント」に商号変更。